# Baron Hastings
Baronowie Hastings 1. kreacji (parostwo Anglii)
- 1263–1268: Henry de Hastings, 1. baron Hastings

Baronowie Hastings 2. kreacji (parostwo Anglii)
- 1295–1313: John Hastings, 1. baron Hastings
- 1313–1325: John Hastings, 2. baron Hastings
- 1325–1348: Laurence Hastings, 1. hrabia Pembroke i 3. baron Hastings
- 1348–1375: John Hastings, 2. hrabia Pembroke i 4. baron Hastings
- 1375–1389: John Hastings, 3. hrabia Pembroke i 5. baron Hastings
- 1389–1393: John Hastings, 6. baron Hastings (de iure)
- 1393–1396: Hugh Hastings, 7. baron Hastings (de iure)
- 1396–1438: Edward Hastings, 8. baron Hastings (de iure)
- 1438–1477: John Hastings, 9. baron Hastings (de iure)
- 1477–1488: Hugh Hastings, 10. baron Hastings (de iure)
- 1488–1504: John Hastings, 11. baron Hastings (de iure)
- 1504–1512: George Hastings, 12. baron Hastings (de iure)
- 1512–1514: John Hastings, 13. baron Hastings (de iure)
- 1514–1540: Hugh Hastings, 14. baron Hastings (de iure)
- 1540–1542: John Hastings, 15. baron Hastings (de iure)
- 1841–1859: Jacob Astley, 16. baron Hastings
- 1859–1871: Jacob Henry Delaval Astley, 17. baron Hastings
- 1871–1872: Delaval Loftus Astley, 18. baron Hastings
- 1872–1875: Bernard Edward Delaval Astley, 19. baron Hastings
- 1875–1904: George Manners Astley, 20. baron Hastings
- 1904–1956: Albert Edward Delaval Astley, 21. baron Hastings
- 1956–2007: Edward Delaval Henry Astley, 22. baron Hastings
- 2007 -: Delaval Thomas Harold Astley, 23. baron Hastings

Najstarszy syn 23. barona Hastings: Jacob Addison Astley
Baronowie Hastings 3. kreacji (parostwo Anglii)
- 1299–1314: Edmund Hastings, 1. baron Hastings

Baronowie Hastings 4. kreacji (parostwo Anglii)
- 1461–1483: William Hastings, 1. baron Hastings
- 1483–1506: Edward Hastings, 2. baron Hastings
- 1506–1544: George Hastings, 1. hrabia Huntingdon i 3. baron Hastings
- 1544–1560: Francis Hastings, 2. hrabia Huntingdon i 4. baron Hastings
- 1560–1595: Henry Hastings, 3. hrabia Huntingdon i 5. baron Hastings
- 1595–1604: George Hastings, 4. hrabia Huntingdon i 6. baron Hastings
- 1604–1643: Henry Hastings, 5. hrabia Huntingdon i 7. baron Hastings
- 1643–1656: Ferdinando Hastings, 6. hrabia Huntingdon i 8. baron Hastings
- 1656–1701: Theophilus Hastings, 7. hrabia Huntingdon i 9. baron Hastings
- 1701–1705: George Hastings, 8. hrabia Huntingdon i 10. baron Hastings
- 1705–1746: Theophilus Hastings, 9. hrabia Huntingdon i 11. baron Hastings
- 1746–1789: Francis Hastings, 10. hrabia Huntingdon i 12. baron Hastings
- 1789–1808: Elizabeth Rawdon, 13. baronowa Hastings
- 1808–1826: Francis Rawdon-Hastings, 1. markiz Hastings i 14. baron Hastings
- 1826–1844: George Augustus Francis Rawdon-Hastings, 2. markiz Hastings i 15. baron Hastings
- 1844–1851: Paulyn Reginald Serlo Rawdon-Hastings, 3. markiz Hastings i 16. baron Hastings
- 1851–1868: Henry Weysford Charles Plantagenet Rawdon-Hastings, 4. markiz Hastings i 17. baron Hastings
- 1871–1874: Edith Maud Rawdon-Hastings, 10. hrabia Loudoun i 18. baronowa Hastings
- 1874–1920: Charles Edward Rawdon-Hastings, 11. hrabia Loudoun i 19. baron Hastings
- 1921–1960: Edith Maud Abney-Hastings, 12. hrabina Loudoun i 20. baronowa Hastings